# Oliver de Paderborn
Oliver de Paderborn, também conhecido como Oliver Scholasticus ou Oliver de Colônia (c. 1170 – 11 de setembro de 1227), foi um clérigo alemão, cruzado e cronista. Foi bispo de Paderborn de 1223 até 1225, quando o Papa Honório III o nomeou cardeal-bispo de Sabina. Foi o primeiro bispo de Paderborn a se tornar cardeal. Oliver desempenhou um papel significativo nas Cruzadas como pregador, participante e cronista.

## Vida

### Primeiros anos
Ele provavelmente veio da Vestfália ou Frísia. Desde 1196, pertencia ao capítulo da Catedral de Paderborn e era diretor da escola da Catedral.
A partir de 1202, também atuou como solucionador de problemas da catedral em Colônia. Por volta de 1205, tornou-se chanceler sob o Arcebispo de Colônia Bruno IV.
Em 1207, estudou brevemente em Paris e depois pregou a Cruzada Albigense.
De 1209 a 1213, residiu novamente no arcebispado de Colônia, onde o Papa Inocêncio III o convocou para promover a causa da Quinta Cruzada. Na primavera de 1214, começou a pregar a cruzada na Renânia, nos Países Baixos e na Frísia, onde conseguiu recrutar milhares de voluntários que se comprometeram a tomar a cruz. Em Colônia, os cruzados começaram a equipar sua própria frota.

### Quinta Cruzada
Em 1217, o exército cruzado partiu para a Terra Santa. Oliver parece ter-se juntado à parte desta força que viajou ao longo do Reno e do Ródano até Marselha. De lá, os cruzados embarcaram para o Ultramar. Oliver relatou mais tarde em sua crônica, Historia Damiatina, a sequência de eventos que se seguiram. Na Terra Santa, quando o rei André II da Hungria abandonou a cruzada em 1218 e retornou à Europa, o contingente frísio de Oliver, que havia acabado de chegar após circunavegar a Península Ibérica, persuadiu-o a continuar a cruzada atacando Damieta no Delta do Nilo no Egito. Em agosto de 1218, os cruzados frísios se distinguiram por seu sucesso na destruição da torre a montante de Damieta, localizada no meio do Nilo. Isso foi realizado com a ajuda de um navio especialmente modificado sob a direção de Oliver. Em Damieta, ele também atuou como secretário do legado papal Cardeal Pelágio, o líder espiritual da cruzada.

Oliver escreveu em sua Historia Damiatina que em 1219: "Antes da captura de Damieta, chegou ao nosso conhecimento um livro escrito em árabe, no qual o autor diz que não era nem judeu, nem cristão, nem sarraceno." Este livro foi interpretado como tendo previsto a captura anterior de Jerusalém por Saladino e a iminente captura cristã de Damieta. Também "que um certo rei dos núbios cristãos iria destruir a cidade de Meca e lançar fora os ossos espalhados de Maomé, o falso profeta, e certas outras coisas que ainda não aconteceram." De acordo com Ahmed Sheir:
Esta carta anônima mencionava que o filho de Preste João, o Rei Davi, enviou seus emissários para libertar os cativos cristãos capturados no Egito durante o cerco dos Cruzados a Damieta, e então eles foram enviados ao Califa Abássida em Bagdá como presentes.
Esta foi a primeira menção a um Rei Davi como descendente do lendário governante nestoriano que iria se juntar à Cristandade Ocidental em um esforço combinado para destruir o Islã. A história do Rei Davi logo cresceu a tais proporções e gerou tanto entusiasmo entre os cruzados que os levou a lançar prematuramente um ataque ao Cairo durante a temporada de inundações do Nilo, resultando em sua completa derrota nas mãos dos muçulmanos.
O livro em árabe que Oliver encontrou é geralmente considerado como sendo o Apocalipse Árabe de Pedro, uma obra cristã. O livro tinha como objetivo dar esperança à minoria cristã na Síria e incluía múltiplas referências codificadas ao Islã, bem como profecias sobre sua eventual destruição.
Mais tarde, depois que os cruzados foram forçados a se retirar do Egito em setembro de 1221, Oliver permaneceu, ficando até setembro ou outubro de 1222 em Acre. Durante esse tempo, ele enviou duas cartas, uma para o Sultão al-Kamil do Egito e outra para os estudiosos islâmicos de lá, nas quais tentou, com a erudição polêmica de seu tempo, convencê-los a rejeitar a fé muçulmana e aceitar o Cristianismo em seu lugar.

### Bispo e cardeal
Ao retornar à Alemanha, a partir de 1223, ele pregou a Sexta Cruzada a ser liderada pelo Imperador Frederico II.
Após a morte do Bispo Bernhard III de Paderborn em 28 de março de 1223, Oliver foi eleito para substituí-lo. A escolha não foi indiscutível, no entanto, e o candidato opositor, Heinrich von Brakel, prebendado de Busdorf, recebeu as regalia episcopais do rei e a confirmação do arcebispo de Mainz. Mas Oliver apelou à Cúria Romana por seus direitos. E em 7 de abril de 1225, ele foi finalmente confirmado como Bispo de Paderborn pelo Papa Honório III. No entanto, não estando em sua diocese mas nas proximidades do papa, ele foi nomeado Cardeal-Bispo de Sabina em setembro de 1225, resultando na declaração de vacância da diocese de Paderborn.
Em 1227, ele se juntou ao exército cruzado do Imperador Frederico II quando este se reuniu no sul da Itália, fazendo-o na qualidade de legado papal. Mas antes que pudesse embarcar com o exército para o ultramar, morreu em 11 de setembro de 1227, em Otranto, vítima de uma doença que havia se manifestado no exército cruzado.